# 고한우
고한우(1971년 2월 2일~)는 대한민국의 남자 가수 및 작사가 겸 작곡가이자, 싱어송라이터인데, 자신의 앨범의 자작 프로듀서로도 활약하였다.

## 주요 이력
1988년 1집 음반을 발표하였다.
주요 히트곡에는 1997년 작품 《암연》 등이 있다.

## 디스코그래피

### 정규 음반
- 1988년 1집 음반 - (1988년 10월 30일) - 《가을아이》 수록
- 1999년 2집 음반 - (1999년 10월 5일) - 《외사랑》 수록
- 2003년 3집 음반 - (2003년 1월 8일) - 《비연》 수록

### 비정규 음반
- 1990년 1st 스페셜 앨범 - (1990년 6월 10일) - 《지난 사연》 수록
- 1997년 2nd 스페셜 앨범 - (1997년 7월 7일) - 《암연》 수록
- 2006년 1st 싱글 앨범 - (2006년 11월 10일) - 《너라면 돼》 수록